# Znamîrivka, Kiverți
Znamîrivka (în ucraineană Знамирівка) este un sat în comuna Holonevîci din raionul Kiverți, regiunea Volînia, Ucraina.

## Demografie
Componența lingvistică a localității Znamîrivka
     Ucraineană (100%)
Conform recensământului din 2001, toată populația localității Znamîrivka era vorbitoare de ucraineană (100%).